# Griechischer Lehrgang
Griechischer Lehrgang ist der Titel eines von Günther Zuntz zusammengestellten dreibändigen Unterrichtswerks der altgriechischen Sprache, das 1983 erstmals erschien.

## Geschichte
Zuntz verließ Deutschland 1933 und war nach Kriegsende an der Universität Manchester tätig, wo er von 1963 bis 1969 eine Professur für hellenistisches Griechisch innehatte. In den Jahren 1948 bis 1955 entwickelte er seinen Griechischen Lehrgang in englischer Sprache, der allerdings zunächst nicht gedruckt, aber stattdessen in Kursen der University of Texas in Austin weiter verbessert und vervollständigt wurde. Auf Einladung für Kurse an der Universität Tübingen erarbeitete er 1976 die deutsche Fassung, die nach sechs weiteren Jahren der Umarbeitung letztlich 1983 veröffentlicht wurde. 1991 wurde eine 2., durchgesehene Auflage publiziert und 1994 kam dann die englische Ausgabe zustande.

## Lehrwerk
Im Vorwort erläutert der Verfasser die Konzeption des Lehrbuchs. In 86 Lektionen und einem Anthologion biete der Lehrgang Materialien und Anregungen für ein möglichst effektives Erlernen der altgriechischen Sprache, wobei es sich nicht an einem Lehrplan oder einer Methode orientiere. Ziel des Buches sei, den Lernenden in die Lage zu setzen, griechische Texte durch unmittelbares Verstehen aufzufassen. Deshalb bestehen die Lektionen durchweg aus originalem Altgriechisch in Form von Zitaten oder kleinen Lesestücken aus der griechischen Literatur, hauptsächlich in Attischem Griechisch sowie nachklassischen Texten, sofern sie dem attischen Griechisch nahekommen, aber auch neutestamentliches Griechisch wird behandelt. Das sechsteilige Anthologion bietet auf 30 Seiten Aussprüche, Bräuche, Fabeln, Komödienzitate und Geistreiches von Sokrates und Platon.
Damit würden von Beginn an nicht nur die Sprache, sondern auch die Interpretation geübt und die grammatischen Phänomene illustriert. Das Unterrichtswerk unterscheide sich damit von klassischen Schullehrbüchern mit künstlichem Altgriechisch und eigne sich zum universitären Gebrauch und für den Selbstunterricht im Rahmen des Graecums. 
Der Lehrgang könne in neunzig bis hundert Unterrichtsstunden durchgearbeitet werden, sofern der Lernende bereit sei, für jede Unterrichtsstunde noch einmal ein bis zwei Stunden privates Lernen einzusetzen. Besonders der Grammatikteil eigne sich zum Selbststudium und biete tiefe sprachwissenschaftliche Einblicke. Lateinkenntnisse werden vorausgesetzt, sind aber nicht unbedingt erforderlich.
Ein Lösungsheft gibt es nicht.
Die drei Bände der Ausgabe von 1983 sind auch als PDFs frei erhältlich.

## Ausgaben
- Günther Zuntz: Griechischer Lehrgang I. Lektionen, Vandenhoeck & Ruprecht, Göttingen 1983; 2., durchgesehene Auflage 1991
- Günther Zuntz: Griechischer Lehrgang II. Exercitia, Vokabular, Vandenhoeck & Ruprecht, Göttingen 1983; 2., durchgesehene Auflage
- Günther Zuntz: Griechischer Lehrgang III. Appendix Grammatica, Summa Grammatica, Vandenhoeck & Ruprecht, Göttingen 1983; 2., durchgesehene Auflage
  - Englische Fassung: Günther Zuntz: Greek. A course in classical and post-classical Greek grammar from original texts. Sheffield Academic Press, Sheffield 1994